# Василий (Лебедев)
Епи́скоп Васи́лий (в миру Васи́лий Петро́вич Ле́бедев; 14 февраля 1894, село Лаврово, Александровский уезд, Владимирская губерния — 28 октября 1937, Новосибирская область) — епископ Русской православной церкви на покое, бывший деятель обновленчества и сподвижник Антонина (Грановского).

## Биография
Родился 14 февраля 1894 года в селе Лаврово Александровского уезда Владимирской губернии (ныне Переславского района Ярославской области) в семье священника.
В 1908 году окончил Переславское духовное училище. В 1914 году окончил Владимирскую духовную семинарию.
С 14 августа 1914 года псаломщик церкви села Мыт Гороховецкого уезда Владимирской епархии.
20 октября 1915 года рукоположён во священника и назначен к Борисоглебской церкви села Кубаево Юрьевского уезда Владимирской губернии.
В 1916 году поступил в Казанскую духовную академию. В 1917 году перевёлся в Московскую духовную академию.
С 1918 года священник Казанской церкви села Степаново Александровского уезда.
В 1920 году окончил Московскую духовную академию со степенью кандидата богословия.
В том же году стал священником Христорождественского собора города Александрова Владимирской епархии.
В 1922 году уклонился в обновленческий раскол. Был сторонником митрополита Антонина (Грановского) и вошёл в созданное им объединение «Союз церковного возрождения» (СЦВ), возглавив его Владимирское отделение. Впрочем, во Владимирской епархии к этому «Союзу» примкнули всего несколько сельских приходв.
После того как Антонин рассорился с прочими обновленцами и объявил автокефалию, ему потребовался ещё один епископ на случай его смерти. Как пишут Анатолий Краснов-Левитин и Михаил Шавров в «Очерках по истории русской церковной смуты», «наиболее желательным кандидатом был бы талантливый и просвещённый о. Константин Смирнов. Однако Антонин твёрдо решил не рукополагать женатых епископов. Пришлось остановиться на о. Василии Лебедеве — вороговском священнике — неуравновешенном, нервно больном, но верующем батюшке. Правда, он был также женат, но соглашался разойтись с женой — и жена против этого не возражала и обязалась также не вступать более в брак».
19 октября 1923 года на малом входе вечернего богослужения в московском Заиконоспасском храме совершено пострижение в «начаток Святого Образа», то есть в рясофор, иерея Василия Лебедева. Наречение совершено в тот же день перед литургией в Заиконоспасском храме СЦВ.
22 октября 1923 года в Заиконоспасском храме хиротонисан во епископа Вороговского. Хиротонию совершали митрополит Антонин (Грановский) и епископ Николай (Соловей). Кафедра располагалась в Михаило-Архангельской церкви села Ворогово Юрьевского уезда Владимирской епархии.
23 февраля 1924 года решением Всероссийского обновленческого синода архиерейская хиротония не признана, а сам епископ Василий был запрещён в священнослужении. Постановлению не подчинился.
В июне — июле 1924 года был участником Первого всероссийского съезда СЦВ, где 4 июля 1924 года избран членом Главного совета СЦВ. На Соборе сделал себе следующую авторекомендацию: «Я — первый деревенский епископ, посланный епископом Антонином в глухую деревню, куда не вступала нога епископа. Это мы там основали епископскую кафедру. На нас указывают пальцами: в деревню послали епископа! Но кроме хорошего… говорить об этом ничего не приходится».
17 декабря 1924 года Всероссийским обновленческим синодом признан епископом, но оставлен под запрещением в священнослужении. Постановлению не подчинился. В ответ на это обновленческий Синод указом от 23 декабря на имя Владимирского епархиального управления № 4351 подтвердил своё решение от 23 февраля 1924 года.
В конце 1926 году по просьбе Антонина (Грановского) был послан в Нижний Новгород к заместителю патриаршего местоблюстителя митрополиту Сергию (Страгородскому) для ведения переговоров о присоединении к Русской православной церкви, но арест митрополита Сергия не позволил состояться этим переговорам.
14 января 1927 года епископ Антонин скончался. Тогда же епископ Василий был избран председателем Главного совета СЦВ и настоятелем Спасского собора бывшего Московского Заиконоспасского мужского монастыря. 15 января 1927 года обновленческий Синод по случаю смерти Антонин Грановского постановил: «бывший митрополит Московский Антонин запрещен в священнослужении, но не лишен сана, что хиротония священника Василия Лебедева во епископа совершена правильным чином и действительна, и потому Василий Лебедев признается епископом, запрещенным в священнослужении».
3 сентября 1927 года подал на имя митрополита Сергия следующее заявление: «Я давно болею сердцем по объединению с общим массивом Православной Церкви, но теперь не стало больше сил переносить это тягостное отчуждение от Церкви. Усопший Владыка умер фактически в мире в Вами и болел душой, что не мог закрепить сие формальным актом, и на мою долю выпало дело закончить и закрепить сие воссоединение. Вот я и обращаюсь к Вам со смиренной и покорной просьбой ввести меня в единство с Православной Церковью и дать мне возможность „честно и здраво, и право править слово Божией Истины“… Не опасайтесь принять меня: клянусь Вам архиерейской совестью, что я не являюсь тростью, ветром колебаемой, и буду находиться у Вас в полнейшем послушании, и буду самым надежным проводником Ваших мудрых волеизъявлений…». Просил принять его в сане епископа, так как считал свою хиротонию, совершённую епископом старого поставления, действенной. Митрополит Сергий принял покаяние, но статус принятия был отложен до выяснения законности хиротонии. В канцелярии митрополита Сергия у него затребовали прежде всего справку о каноничности рукоположения и епископа Николая Соловья, и архиереев, его рукополагавших.
19 октября 1927 года вновь обратился с просьбой о принятии и предоставил необходимые документы. В апреле 1928 года митрополитом Сергием (Страгородским) был принят в сане епископа, с запрещением священнослужения до решения Поместного собора.
2 июля 1928 года Главным советом СЦВ отстранён от должности председателя и члена совета. Примкнул к группе «Свободная трудовая церковь», возглавляемой епископом Иоанникием (Смирновым). Служил в московской церкви Никола Красный Звон в Юшковом переулке.
30 октября 1928 года был арестован. 8 февраля 1929 года постановлением Особого совещания при Коллегии ОГПУ приговорён к трём годам концлагеря. Этапирован в Соловецкий лагерь особого назначения. Переведён в Вишерский исправительно-трудовой лагерь в Пермской области.
Последнее известное его письмо было отправлено 16 апреля 1929 года из Вишерского лагеря

Находясь ещё на свободе, я возбуждал вопрос о моем объединении со Святой Православной Русской Церковью, но я так и остался невоссоединённым. Ко времени предполагавшегося нами в ноябре 1928 года съезда я был лишён свободы. Здесь, в изгнании, я исполнял священные обязанности (и добровольно) брата милосердия, видимо, заразился и слёг в постель. Смерть не страшна при твёрдой вере в бессмертие, но кошмарно — умирать вне единения с Православной Церковью… Я — преступник, раздирающий хитон Христа, но горячо любящий Веру Православную — простите и отпустите меня с миром, если Богу будет угодно переселить меня в обители вечные. На ссылку и на свою тяжёлую болезнь я смотрю, как на горнило, очищающее мою святительскую совесть. Поспешите на помощь, дайте спокойно умереть… От прежних заблуждений я категорически отказываюсь и их категорически порицаю. Лгать епископ, смотрящий в глаза возможной смерти, я полагаю, не может". К письму было приложено: "В цензуру. Убедительно прошу пропустить по адресу это заявление и тем самым выполнить, быть может, последнюю просьбу. Я нахожусь здесь исключительно за свои убеждения. К Соввласти с самого начала её бытия я добросовестно относился. Но это не значит, что я должен разделять и материалистическую идеологию, да и среди преподанных свобод есть и священная свобода индивидуальных убеждений. Я не враг власти и приветствую её мероприятия, направленные к улучшению народа, и только борьба с индивидуальными убеждениями меня смущает… Лебедев.
На письме подпись красным карандашом рукой митрополита Сергия: «Синод.» Надпись зелёным карандашом (той же рукой): «Принять, обсудить потом».
28 ноября 1931 года постановлением Особого совещания при Коллегии ОГПУ приговорён к трём годам высылки в Северный край. Наказание отбывал в Архангельске. Трудился сторожем на предприятии «Северолес». В кочегарке «Северолеса» совершал тайные богослужения.
6 июня 1932 года его епископская хиротония признана действительной Временным патриаршим Священным синодом.
1 июля 1933 года по постановлению судебной тройки ПП ОГПУ заключён в концлагерь на три года. 8 августа того же года постановлением тройки при ПП ОГПУ заключение в концлагере заменено на отбывание наказания в ИТЛ Наркомата юстиции как непригодному для концлагеря по состоянию здоровья.
В 1930-х годах его видели в Вологде, в пересыльной тюрьме (он спал под нарами), где он встретился с епископом Афанасием (Сахаровым), своим семинарским учителем.
8 июля 1936 года по приговору Северного краевого суда за «контрреволюционную агитацию» заключён в ИТЛ на пять лет.
28 октября 1937 года постановлением Особого совещания УНКВД по Новосибирской области приговорён к расстрелу. 5 ноября расстрелян.